# Фурмањак
Фурмањак (фр. Fourmagnac) је насељено место у Француској у региону Миди Пирене, у департману Лот.
По подацима из 2011. године у општини је живело 155 становника, а густина насељености је износила 41,01 становника/km².

## Демографија
| 1962. | 1968. | 1975. | 1982. | 1990. | 2011. |
| ----- | ----- | ----- | ----- | ----- | ----- |
| 114   | 107   | 103   | 110   | 110   | 155   |